# Lý Giai
Lý Giai (tiếng Trung giản thể: 李佳, bính âm Hán ngữ: Lǐ Jiā, sinh tháng 1 năm 1961, người Hán) là chính trị gia nước Cộng hòa Nhân dân Trung Hoa. Ông là Ủy viên dự khuyết Ủy ban Trung ương Đảng Cộng sản Trung Quốc khóa XIX, XVIII, nguyên là Chủ tịch Chính Hiệp của hai địa phương Sơn Tây và Nội Mông, từng giữ ba chức vụ ở Khu ủy Nội Mông là Phó Bí thư Khu ủy, Bí thư Ủy ban Chính Pháp và Bộ trưởng Bộ Tổ chức kiêm Hiệu trưởng Trường Đảng Nội Mông; và Phó Tỉnh trưởng Liêu Ninh. 
Lý Giai là đảng viên Đảng Cộng sản Trung Quốc, học vị Cử nhân Hóa học, Thạc sĩ, Tiến sĩ Triết học. Ông có sự nghiệp công tác ở quê nhà Liêu Ninh hơn 20 năm rồi được chuyển tới các địa phương khác. 

## Xuất thân và giáo dục
Lý Giai sinh tháng 1 năm 1961 tại thành phố Đại Liên, tỉnh Liêu Ninh, Cộng hòa Nhân dân Trung Hoa. Ông lớn lên và tốt nghiệp cao trung ở Đại Liên, thi đỗ Đại học Liêu Ninh và tới thủ phủ Thẩm Dương để nhập học Khoa Hóa học của trường từ tháng 9 năm 1978, tốt nghiệp Cử nhân chuyên ngành Hóa học phân tích vào tháng 7 năm 1983. Tháng 10 năm 1995, ông thi đỗ chương trình nghiên cứu sinh tại chức tại Đại học Đông Bắc, theo học Học viện Văn pháp của trường về chuyên ngành triết học công nghệ và triết học khoa học, nhận bằng Thạc sĩ Triết học vào tháng 3 năm 1997. Một năm sau, tiếp tục ở Học viện Văn pháp Đông Bắc, ông là nghiên cứu sinh sau đại học và trở thành Tiến sĩ Triết học vào tháng 9 năm 2000. Lý Giai được kết nạp Đảng Cộng sản Trung Quốc vào tháng 3 năm 1985, ông từng tham gia khóa bồi dưỡng chính trị cán bộ trung, thanh niên từ tháng 3 năm 2000 đến tháng 1 năm 2001 tại Trường Đảng Trung ương Đảng Cộng sản Trung Quốc.

## Sự nghiệp

### Các giai đoạn
Tháng 8 năm 1983, sau khi tốt nghiệp đại học, Lý Giai được nhận vào làm ở Trung tâm Nghiên cứu trắc nghiệm phân tích tỉnh Liêu Ninh ở vị trí kỹ thuật viên rồi Trợ lý Công trình sư của trung tâm. Tháng 9 năm 1995, ông là chuyên viên cấp phó khoa trưởng khoa khoa học kỹ thuật, rồi cấp khoa trưởng và Trưởng phòng Kinh doanh khoa kỹ, Trợ lý Chủ nhiệm Trung tâm, Công trình sư vào cuối năm 1996. Tháng 9 năm 1990, ông được điều lên Chính phủ Nhân dân tỉnh Liêu Ninh nhậm chức Chủ nhiệm Phòng Kế hoạch của Ủy ban Khoa học Kỹ thuật (Ủy ban Khoa Kỹ). Được 3 tháng thì ông trở lại trung tâm làm Phó Chủ nhiệm cấp phó xứ trong hơn 1 năm, rồi sau đó là Phó Trưởng phòng, Trường phòng Thành tựu khoa kỹ của Ủy ban Khoa Kỹ thành phố trong các năm 1992, 1994. Sang tháng 5 năm 1996, ông được thăng chức là Phó Chủ nhiệm Ủy ban Khoa Kỹ Liêu Ninh, phân công làm Phó Bí thư Đảng tổ cơ quan này từ tháng 8 năm 1998. Năm 2000, Chính phủ Liêu Ninh cải tổ Ủy ban Khoa Kỹ thành Sảnh Khoa học Kỹ thuật, Lý Giai được bổ nhiệm làm Phó Bí thư Đảng tổ, Phó Sảnh trưởng Sảnh Khoa Kỹ. Cuối năm này, ông được điều về thủ phủ Thẩm Dương, chỉ định vào Ban Thường vụ Thành ủy, nhậm chức Phó Thị trưởng Thẩm Dương.

### Cấp cao
Tháng 7 năm 2004, Lý Giai được Ủy ban Thường vụ Nhân Đại Liêu Ninh bổ nhiệm làm Phó Thị trưởng Chính phủ Nhân dân tỉnh Liêu Ninh và giữ chức vụ này hơn 4 năm. Tháng 12 năm 2008, ông được điều tới Khu tự trị Nội Mông Cổ, chỉ định vào Ban Thường vụ Khu ủy, nhậm chức Bộ trưởng Bộ Tổ chức Khu ủy Nội Mông. Sau đó, tháng 11 năm 2010, ông được phân công làm Phó Bí thư Khu ủy, Bí thư Ủy ban Chính Pháp kiêm Hiệu trưởng Trường Đảng Nội Mông. Tháng 11 năm 2012, tại Đại hội Đảng Cộng sản Trung Quốc khóa XVIII, ông được bầu làm Ủy viên dự khuyết Ủy ban Trung ương Đảng Cộng sản Trung Quốc khóa XVIII nhiệm kỳ 2012–17. Đến tháng 2 năm 2016, ông được miễn nhiệm chức vụ Bí thư Ủy ban Chính Pháp Nội Mông, sau đó 6 tháng thì được phân công trở lại tiếp tục ở vị trí này, rồi đến ngày 24 tháng 10 năm 2017, ông dự Đại hội Đảng Cộng sản Trung Quốc lần thứ XIX, được bầu làm Ủy viên dự khuyết Ủy ban Trung ương Đảng Cộng sản Trung Quốc khóa XIX. Ngày 28 tháng 1 năm 2018, Lý Giai được bầu làm Chủ tịch Ủy ban Nội Mông Hội nghị Hiệp thương Chính trị Nhân dân Trung Quốc. Một năm sau, ông được điều tới tỉnh Sơn Tây, phân công làm Bí thư Đảng tổ Chính Hiệp tỉnh, rồi được bầu làm Chủ tịch Ủy ban Sơn Tây Hội nghị Hiệp thương Chính trị Nhân dân Trung Quốc từ ngày 29 tháng 1 năm 2019.